# 日本私立看護系大学協会
一般社団法人日本私立看護系大学協会（にほんしりつかんごけいだいがくきょうかい、英称：Japan Society of Colleges and Universities of Nursing）は、私立の看護大学会員校によって構成されている社団法人。1976年8月2日に、11校（2大学、9短期大学）を基に設立された。

## 沿革
- 1976年8月 - 発足
- 1998年7月 - 「日本私立看護大学協会」から「日本私立看護系大学協会」へ改称。
- 2009年12月 - 公益法人制度改革に伴い、一般社団法人に移行。

## 活動内容
私立看護大学の資質向上と教員の研修などを行っている。

## 加盟校
- 看護大学を参照。